# Oscar de melhores efeitos visuais
O Oscar de melhores efeitos visuais é um dos prêmios cinematográficos entregue anualmente pela Academia de Artes e Ciências Cinematográficas para a melhor realização em efeitos visuais em um filme.
O primeiro prêmio a reconhecer as contribuições técnicas dos efeitos especiais nos filmes ocorreu na primeira cerimônia do Oscar em 1929, com o nome de "Melhor Engenharia de Efeitos". Ele só voltou a ser entregue dez anos depois com o nome de "Prêmio de Realização Especial para Efeitos Especiais", porém não era um prêmio competitivo. No ano seguinte foi renomeado para "Melhores Efeitos Especiais" e era entregue também para especialistas em efeitos sonoros, porém certas vezes a Academia escolhia premiar diretamente um filme ao invés de indicar dois ou mais. A partir de 1965 ele passou a ser entregue apenas para técnicos de efeitos especiais e em 1966 foi renomeado novamente agora para "Melhores Efeitos Visuais Especiais". Entre 1973 e 1978 não houve um prêmio específico para efeitos e geralmente eram entregues Oscars de Realização Especiais. A partir de então a categoria foi reintroduzida com seu nome atual.

## Vencedores e indicados

### Década de 1940
- 1940 - The Rains Came
- 1941 - The Thief of Bagdad
- 1942 - I Wanted Wings
- 1943 - Reap the Wild Wind
- 1944 - Crash Dive
- 1945 - Thirty Seconds Over Tokyo
- 1946 - Wonder Man
- 1947 - Blithe Spirit
- 1948 - Green Dolphin Street
- 1949 - Portrait of Jennie

### Década de 1950
- 1950 - Mighty Joe Young
- 1951 - Destination Moon
- 1952 - When Worlds Collide
- 1953 - Plymouth Adventure
- 1954 - The War of the Worlds
- 1956 - The Bridges at Toko-Ri
- 1957 - The Ten Commandments
- 1958 - The Enemy Below
- 1959 - Tom Thumb

### Década de 1960
| Ano                                | Filme                                                | Recipiente(s) |
| ---------------------------------- | ---------------------------------------------------- | ------------- |
| 1960                               |                                                      |               |
| Ben-Hur                            | A. Arnold Gillespie, Milo B. Lory e Robert MacDonald |               |
| Journey to the Center of the Earth | L. B. Abbott, Carl Faulkner e James B. Gordon        |               |
| 1961                               |                                                      |               |
| The Time Machine                   | Tim Baar e Gene Warren                               |               |
| The Last Voyage                    | Augie Lohman                                         |               |
| 1962                               |                                                      |               |
| The Guns of Navarone               | Vivian C. Greenham e Bill Warrington                 |               |
| The Absent-Minded Professor        | Eustace Lycett e Robert A. Mattey                    |               |
| 1963                               |                                                      |               |
| The Longest Day                    | Robert MacDonald e Jacques Maumont                   |               |
| Mutiny on the Bounty               | A. Arnold Gillespie e Milo B. Lory                   |               |
| 1964                               |                                                      |               |
| Cleopatra                          | Emil Kosa, Jr.                                       |               |
| The Birds                          | Ub Iwerks                                            |               |
| 1965                               |                                                      |               |
| Mary Poppins                       | Peter Ellenshaw, Hamilton Luske e Eustace Lycett     |               |
| 7 Faces of Dr. Lao                 | Jim Danforth                                         |               |
| 1966                               |                                                      |               |
| Thunderball                        | John Stears                                          |               |
| The Greatest Story Ever Told       | J. McMillan Johnson                                  |               |
| 1967                               |                                                      |               |
| Fantastic Voyage                   | Art Cruickshank                                      |               |
| Hawaii                             | Linwood G. Dunn                                      |               |
| 1968                               |                                                      |               |
| Doctor Dolittle                    | L. B. Abbott                                         |               |
| Tobruk                             | Howard A. Johnson, Jr. e Albert Whitlock             |               |
| 1969                               |                                                      |               |
| 2001: A Space Odyssey              | Stanley Kubrick                                      |               |
| Ice Station Zebra                  | J. McMillan Johnson e Hal Millar                     |               |

### Década de 1970
| Ano                                | Filme                                                                             | Recipiente(s) |
| ---------------------------------- | --------------------------------------------------------------------------------- | ------------- |
| 1970                               |                                                                                   |               |
| Marooned                           | Robbie Robertson                                                                  |               |
| Krakatoa, East of Java             | Eugène Lourié e Alex Weldon                                                       |               |
| 1971                               |                                                                                   |               |
| Tora! Tora! Tora!                  | L. B. Abbott e A. D. Flowers                                                      |               |
| Patton                             | Alex Weldon                                                                       |               |
| 1972                               |                                                                                   |               |
| Bedknobs and Broomsticks           | Danny Lee, Eustace Lycett e Alan Maley                                            |               |
| When Dinosaurs Ruled the Earth     | Jim Danforth e Roger Dicken                                                       |               |
| 1973                               |                                                                                   |               |
| The Poseidon Adventure             | L. B. Abbott e A. D. Flowers                                                      |               |
| 1975                               |                                                                                   |               |
| Earthquake                         | Frank Brendel, Glen Robinson e Albert Whitlock                                    |               |
| 1976                               |                                                                                   |               |
| The Hindenburg                     | Glen Robinson e Albert Whitlock                                                   |               |
| 1977                               |                                                                                   |               |
| King Kong                          | Carlo Rambaldi, Glen Robinson, Frank Van der Veer                                 |               |
| Logan's Run                        | L. B. Abbott, Glen Robinson e Matthew Yuricich                                    |               |
| 1978                               |                                                                                   |               |
| Star Wars                          | Robert Blalack, John Dykstra, Richard Edlund, Grant McCune e John Stears          |               |
| Close Encounters of the Third Kind | Roy Arbogast, Gregory Jein, Douglas Trumbull, Matthew Yuricich e Richard Yuricich |               |
| 1979                               |                                                                                   |               |
| Superman                           | Les Bowie, Colin Chilvers, Denys Coop, Roy Field, Derek Meddings e Zoran Perisic  |               |

### Década de 1980
| Ano                                  | Filme                                                                                             | Recipientes |
| ------------------------------------ | ------------------------------------------------------------------------------------------------- | ----------- |
| 1980                                 |                                                                                                   |             |
| Alien                                | Nick Allder, Dennis Ayling, H. R. Giger, Brian Johnson e Carlo Rambaldi                           |             |
| The Black Hole                       | Art Cruickshank, Harrison Ellenshaw, Peter Ellenshaw, Joe Hale e Eustace Lycett                   |             |
| Moonraker                            | John Evans, Derek Meddings e Paul Wilson                                                          |             |
| 1941                                 | Gregory Jein, A. D. Flowers e William A. Fraker                                                   |             |
| Star Trek: The Motion Picture        | John Dykstra, Grant McCune, David K. Stewart, Robert Swarthe, Douglas Trumbull e Richard Yuricich |             |
| 1981                                 |                                                                                                   |             |
| The Empire Strikes Back              | Richard Edlund, Brian Johnson, Dennis Muren e Bruce Nicholson                                     |             |
| 1982                                 |                                                                                                   |             |
| Raiders of the Lost Ark              | Richard Edlund, Joe Johnston, Bruce Nicholson e Kit West                                          |             |
| Dragonslayer                         | Brian Johnson, Dennis Muren, Ken Ralston e Phil Tippett                                           |             |
| 1983                                 |                                                                                                   |             |
| E.T. the Extra-Terrestrial           | Dennis Muren, Carlo Rambaldi e Kenneth F. Smith                                                   |             |
| Blade Runner                         | David Dryer, Douglas Trumbull e Richard Yuricich                                                  |             |
| Poltergeist                          | Richard Edlund, Bruce Nicholson e Michael Wood                                                    |             |
| 1984                                 |                                                                                                   |             |
| Return of the Jedi                   | Richard Edlund, Dennis Muren, Ken Ralston e Phil Tippett                                          |             |
| 1985                                 |                                                                                                   |             |
| Indiana Jones and the Temple of Doom | George Gibbs, Michael J. McAlister, Dennis Muren e Lorne Peterson                                 |             |
| Ghostbusters                         | John Bruno, Richard Edlund, Chuck Gaspar e Mark Vargo                                             |             |
| 2010                                 | Richard Edlund, George Jenson, Neil Krepela e Mark Stetson                                        |             |
| 1986                                 |                                                                                                   |             |
| Cocoon                               | David Berry, Scott Farrar, Ralph McQuarrie e Ken Ralston                                          |             |
| Return to Oz                         | Michael Lloyd, Zoran Perisic, Will Vinton e Ian Wingrove                                          |             |
| Young Sherlock Holmes                | David W. Allen, John Ellis, Dennis Muren e Kit West                                               |             |
| 1987                                 |                                                                                                   |             |
| Aliens                               | Suzanne Benson, John Richardson, Robert Skotak e Stan Winston                                     |             |
| Little Shop of Horrors               | Lyle Conway, Bran Ferren e Martin Gutterridge                                                     |             |
| Poltergeist II: The Other Side       | John Bruno, Richard Edlund, William Neil e Garry Waller                                           |             |
| 1988                                 |                                                                                                   |             |
| Innerspace                           | William George, Harley Jessup, Dennis Muren e Kenneth F. Smith                                    |             |
| Predator                             | Richard Greenberg, Robert M. Greenberg, Joel Hynek e Stan Winston                                 |             |
| 1989                                 |                                                                                                   |             |
| Who Framed Roger Rabbit              | George Gibbs, Edward Jones, Ken Ralston e Richard Williams                                        |             |
| Die Hard                             | Brent Boates, Al DiSarro, Richard Edlund e Thaine Morris                                          |             |
| Willow                               | Chris Evans, Michael McAlister, Dennis Muren e Phil Tippett                                       |             |

### Década de 1990
| Ano                                | Filme                                                              | Recipientes |
| ---------------------------------- | ------------------------------------------------------------------ | ----------- |
| 1990                               |                                                                    |             |
| The Abyss                          | John Bruno, Dennis Muren, Dennis Skotak e Hoyt Yeatman             |             |
| The Adventures of Baron Munchausen | Richard Conway e Kent Houston                                      |             |
| Back to the Future Part II         | John Bell, Steve Gawley, Michael Lantieri e Ken Ralston            |             |
| 1991                               |                                                                    |             |
| Total Recall                       | Rob Bottin, Eric Brevig, Alex Funke e Tim McGovern                 |             |
| 1992                               |                                                                    |             |
| Terminator 2: Judgment Day         | Dennis Muren, Robert Skotak, Gene Warren, Jr. e Stan Winston       |             |
| Backdraft                          | Scott Farrar, Allen Hall, Clay Pinney e Mikael Salomon             |             |
| Hook                               | Eric Brevig, Harley Jessup, Michael Lantieri e Mark Sullivan       |             |
| 1993                               |                                                                    |             |
| Death Becomes Her                  | Doug Chiang, Ken Ralston, Doug Smythe e Tom Woodruff, Jr.          |             |
| Alien³                             | Richard Edlund, George Gibbs, Alec Gillis e Tom Woodruff, Jr.      |             |
| Batman Returns                     | Craig Barron, John Bruno, Michael Fink e Dennis Skotak             |             |
| 1994                               |                                                                    |             |
| Jurassic Park                      | Michael Lantieri, Dennis Muren, Phil Tippett e Stan Winston        |             |
| Cliffhanger                        | John Bruno, Pamela Easley, Neil Krepela e John Richardson          |             |
| The Nightmare Before Christmas     | Gordon Baker, Pete Kozachik, Eric Leighton e Ariel Velasco Shaw    |             |
| 1995                               |                                                                    |             |
| Forrest Gump                       | Allen Hall, George Murphy, Ken Ralston e Stephen Rosenbaum         |             |
| The Mask                           | Tom Bertino, Jon Farhat, Scott Squires e Steve Williams            |             |
| True Lies                          | John Bruno, Thomas L. Fisher, Patrick McClung e Jacques Stroweis   |             |
| 1996                               |                                                                    |             |
| Babe                               | Scott E. Anderson, John Cox, Charles Gibson e Neal Scanlan         |             |
| Apollo 13                          | Leslie Ekker, Michael Kanfer, Robert Legato e Matt Sweeney         |             |
| 1997                               |                                                                    |             |
| Independence Day                   | Volker Engel, Clay Pinney, Douglas Smith e Joseph Viskocil         |             |
| Dragonheart                        | Scott Squires, James Straus, Phil Tippett e Kit West               |             |
| Twister                            | John Frazier, Stefen Fangmeier, Henry La Bounta e Habib Zargarpour |             |
| 1998                               |                                                                    |             |
| Titanic                            | Thomas L. Fisher, Michael Kanfer, Mark Lasoff e Robert Legato      |             |
| The Lost World: Jurassic Park      | Randal M. Dutra, Michael Lantieri, Dennis Muren e Stan Winston     |             |
| Starship Troopers                  | Scott E. Anderson, Alec Gillis, Phil Tippett e John Richardson     |             |
| 1999                               |                                                                    |             |
| What Dreams May Come               | Nicholas Brooks, Joel Hynek, Kevin Mack e Stuart Robertson         |             |
| Armageddon                         | John Frazier, Richard R. Hoover e Patrick McClung                  |             |
| Mighty Joe Young                   | Rick Baker, Allen Hall, Jim Mitchell e Hoyt Yeatman                |             |

### Década de 2000
| Ano                                                            | Filme                                                              | Recipientes |
| -------------------------------------------------------------- | ------------------------------------------------------------------ | ----------- |
| 2000                                                           |                                                                    |             |
| The Matrix                                                     | Steve Courtley, John Gaeta, Janek Sirrs e Jon Thum                 |             |
| Star Wars Episode I: The Phantom Menace                        | Rob Coleman, John Knoll, Dennis Muren e Scott Squires              |             |
| Stuart Little                                                  | Eric Allard, Henry F. Anderson III, Jerome Chen e John Dykstra     |             |
| 2001                                                           |                                                                    |             |
| Gladiator                                                      | Tim Burke, Neil Corbould, John Nelson e Stan Parks                 |             |
| Hollow Man                                                     | Scott E. Anderson, Craig Hayes, Stan Parks e Scott Stokdyk         |             |
| The Perfect Storm                                              | Walt Conti, Stefen Fangmeier, John Frazier e Habib Zargarpour      |             |
| 2002                                                           |                                                                    |             |
| The Lord of the Rings: The Fellowship of the Ring              | Jim Rygiel, Mark Stetson, Richard Taylor e Randall William Cook    |             |
| A.I. Artificial Intelligence                                   | Scott Farrar, Michael Lantieri, Dennis Muren e Stan Winston        |             |
| Pearl Harbor                                                   | Eric Brevig, John Frazier, Ed Hirsh e Ben Snow                     |             |
| 2003                                                           |                                                                    |             |
| The Lord of the Rings: The Two Towers                          | Alex Funke, Joe Letteri, Jim Rygiel e Randall William Cook         |             |
| Spider-Man                                                     | John Dykstra, John Frazier, Anthony LaMolinara e Scott Stokdyk     |             |
| Star Wars: Episode II – Attack of the Clones                   | Rob Coleman, Pablo Helman, John Knoll e Ben Snow                   |             |
| 2004                                                           |                                                                    |             |
| The Lord of the Rings: The Return of the King                  | Alex Funke, Joe Letteri, Jim Rygiel e Randall William Cook         |             |
| Master and Commander: The Far Side of the World                | Stefen Fangmeier, Nathan McGuinness, Robert Stromberg e Dan Sudick |             |
| Pirates of the Caribbean: The Curse of the Black Pearl         | Terry Frazee, Charles Gibson, Hal Hickel e John Knoll              |             |
| 2005                                                           |                                                                    |             |
| Spider-Man 2                                                   | John Dykstra, John Frazier, Anthony LaMolinara e Scott Stokdyk     |             |
| Harry Potter and the Prisoner of Azkaban                       | Tim Burke, Bill George, Roger Guyett e John Richardson             |             |
| I, Robot                                                       | Andrew R. Jones, Joe Letteri, Erik Nash e John Nelson              |             |
| 2006                                                           |                                                                    |             |
| King Kong                                                      | Joe Letteri, Christian Rivers, Richard Taylor e Brian Van't Hul    |             |
| The Chronicles of Narnia: The Lion, the Witch and the Wardrobe | Jim Berney, Scott Farrar, Bill Westenhofer e Dean Wright           |             |
| War of the Worlds                                              | Randal M. Dutra, Pablo Helman, Dennis Muren e Daniel Sudick        |             |
| 2007                                                           |                                                                    |             |
| Pirates of the Caribbean: Dead Man's Chest                     | Charles Gibson, Allen Hall, Hal Hickel e John Knoll                |             |
| Poseidon                                                       | John Frazier, Chas Jarrett, Kim Libreri e Boyd Shermis             |             |
| Superman Returns                                               | Neil Corbould, Richard R. Hoover, Mark Stetson e Jon Thum          |             |
| 2008                                                           |                                                                    |             |
| The Golden Compass                                             | Michael Fink, Ben Morris, Bill Westenhofer e Trevor Wood           |             |
| Pirates of the Caribbean: At World's End                       | Charles Gibson, John Frazier, Hal Hickel e John Knoll              |             |
| Transformers                                                   | Scott Benza, Russell Earl, Scott Farrar e John Frazier             |             |
| 2009                                                           |                                                                    |             |
| The Curious Case of Benjamin Button                            | Eric Barba, Craig Barron, Burt Dalton e Steve Preeg                |             |
| The Dark Knight                                                | Chris Corbould, Nick Davis, Paul Franklin e Tim Webber             |             |
| Iron Man                                                       | Shane Mahan, John Nelson, Ben Snow e Dan Sudick                    |             |

### Década de 2010
| Ano                                           | Filme                                                                      | Recipientes |
| --------------------------------------------- | -------------------------------------------------------------------------- | ----------- |
| 2010                                          |                                                                            |             |
| Avatar                                        | Richard Baneham, Andrew R. Jones, Joe Letteri e Stephen Rosenbaum          |             |
| District 9                                    | Matt Aitken, Robert Habros, Dan Kaufman e Peter Muyzers                    |             |
| Star Trek                                     | Burt Dalton, Russell Earl, Roger Guyett e Paul Kavanagh                    |             |
| 2011                                          |                                                                            |             |
| Inception                                     | Peter Bebb, Chris Corbould, Paul Franklin e Andrew Lockley                 |             |
| Alice in Wonderland                           | Carey Villegas, Sean Phillips, Ken Ralston e David Schaub                  |             |
| Harry Potter and the Deathly Hallows – Part 1 | Nicolas Aithadi, Tim Burke, Christian Manz e John Richardson               |             |
| Hereafter                                     | Joe Farrell, Bryan Grill, Michael Owens e Michael Owens                    |             |
| Iron Man 2                                    | Janek Sirrs, Ben Snow, Daniel Sudick e Ged Wrigh                           |             |
| 2012                                          |                                                                            |             |
| Hugo                                          | Ben Grossmann, Alex Henning, Robert Legato e Joss Williams                 |             |
| Harry Potter and the Deathly Hallows – Part 2 | Tim Burke, Greg Butler, David Vickery e John Richardson                    |             |
| Real Steel                                    | Swen Gillberg, Danny Gordon Taylor, Erik Nash e John Rosengrant            |             |
| Rise of the Planet of the Apes                | Daniel Barrett, Dan Lemmon, Joe Letteri e R. Christopher White             |             |
| Transformers: Dark of the Moon                | Scott Benza, Matthew E. Butler, Scott Farrar e John Frazier                |             |
| 2013                                          |                                                                            |             |
| Life of Pi                                    | Erik-Jan de Boer, Donald R. Elliott, Guillaume Rocheron e Bill Westenhofer |             |
| The Hobbit: An Unexpected Journey             | David Clayton, Joe Letteri, Eric Saindon e R. Christopher White            |             |
| Marvel's The Avengers                         | Janek Sirrs, Dan Sudick, Jeff White e Guy Williams                         |             |
| Prometheus                                    | Charley Henley, Martin Hill, Richard Stammers e Trevor Wood                |             |
| Snow White and the Huntsman                   | Philip Brennan, Neil Corbould, Michael Dawson e Cedric Nicolas-Troyan      |             |
| 2014                                          |                                                                            |             |
| Gravity                                       | Neil Corbould, Christopher Lawrence, Dave Shirk e Tim Webber               |             |
| The Hobbit: The Desolation of Smaug           | David Clayton, Joe Letteri, Eric Saindon e R. Christopher White            |             |
| Iron Man 3                                    | Erik Nash, Dan Sudick, Christopher Townsend e Guy Williams                 |             |
| The Lone Ranger                               | Tim Alexander, Gary Brozenich, John Frazier e Edson Williams               |             |
| Star Trek Into Darkness                       | Burt Dalton, Roger Guyett, Ben Grossmann e Patrick Tubach                  |             |
| 2015                                          |                                                                            |             |
| Interstellar                                  | Paul Franklin, Scott R. Fisher, Ian Hunter e Andrew Lockley                |             |
| Captain America: The Winter Soldier           | Dan DeLeeuw, Russell Earl, Bryan Grill e Dan Sudick                        |             |
| Dawn of the Planet of the Apes                | Daniel Barrett, Dan Lemmon, Joe Letteri e Erik Winquist                    |             |
| Guardians of the Galaxy                       | Nicolas Aithadi, Stephane Ceretti, Paul Corbould e Jonathan Fawkner        |             |
| X-Men: Days of Future Past                    | Tim Crosbie, Lou Pecora, Richard Stammers e Cameron Waldbauer              |             |
| 2016                                          |                                                                            |             |
| Ex Machina                                    | Mark Williams Ardington, Sara Bennett, Paul Norris e Andrew Whitehurst     |             |
| Mad Max: Fury Road                            | Andrew Jackson, Dan Oliver, Andy Williams e Tom Wood                       |             |
| The Martian                                   | Anders Langlands, Chris Lawrence, Richard Stammers e Steven Warner         |             |
| The Revenant                                  | Richard McBride, Matt Shumway, Jason Smith e Cameron Waldbauer             |             |
| Star Wars: Episode VII — The Force Awakens    | Chris Corbould, Roger Guyett, Paul Kavanagh e Neal Scanlan                 |             |
| 2017                                          |                                                                            |             |
| The Jungle Book                               | Dan Lemmon, Andrew R. Jones, Adam Valdez e Robert Legato                   |             |
| Kubo and the Two Strings                      | Oliver Jones, Steve Emerson, Brian McLean e Brad Schiff                    |             |
| Rogue One: A Star Wars Story                  | John Knoll, Mothen Leo, Hal T. Hickel e Neil Corbould                      |             |
| Doctor Strange                                | Stephani Ceretti, Richard Bluff, Vincent Cirelli e Paul Corbould           |             |
| Deepwater Horizon                             | Craig Hammack, Jason H. Snell, Burt Dalton e Jason Billington              |             |
| 2018                                          |                                                                            |             |
| Blade Runner 2049                             | Gerd Nefzer, John Nelson, Paul Lambert e Richard Hoover                    |             |
| Guardians of the Galaxy Vol. 2                | Christopher Townsend, Guy Williams, Jonathan Fawkner e Dan Sudick          |             |
| Kong: Skull Island                            | Stephen Rosenbaum, Jeff White, Scott Benza e Mike Meinardus                |             |
| Star Wars: The Last Jedi                      | Mike Mulholland, Chris Corbould, Ben Morris e Neal Scanlan                 |             |
| War for the Planet of the Apes                | Daniel Barrett, Dan Lemmon, Joe Letteri e Joel Whist                       |             |
| 2019                                          |                                                                            |             |
| First Man                                     | Paul Lambert, Ian Hunter, Tristan Myles e J.D. Schwalm                     |             |
| Avengers: Infinity War                        | Dan DeLeeuw, Kelly Port, Russell Earl e Dan Sudick                         |             |
| Christopher Robin                             | Christopher Lawrence, Michael Eames, Theo Jones e Chris Corbould           |             |
| Ready Player One                              | Roger Guyett, Grady Cofer, Matthew E. Butler e Dave Shirk                  |             |
| Solo: A Star Wars Story                       | Rob Bredow, Patrick Tubach, Neil Scanlan e Dominic Tuohy                   |             |

### Década de 2020
| Ano                                           | Filme                                                                         | Recipientes |
| --------------------------------------------- | ----------------------------------------------------------------------------- | ----------- |
| 2020                                          |                                                                               |             |
| 1917                                          | Guillaume Rocheron, Greg Butler e Dominic Tuohy                               |             |
| Avengers: Endgame                             | Dan DeLeeuw, Russell Earl, Matt Aitken e Dan Sudick                           |             |
| The Irishman                                  | Pablo Helman, Leandro Estebecorena, Nelson Sepulveda-Fauser e Stephane Grabli |             |
| The Lion King                                 | Robert Legato, Adam Valdez, Andrew R. Jones e Elliot Newman                   |             |
| Star Wars: The Rise of Skywalker              | Roger Guyett, Neal Scanlan, Patrick Tubach e Dominic Tuohy                    |             |
| 2021                                          |                                                                               |             |
| Tenet                                         | Andrew Jackson, David Lee, Andrew Lockley e Scott Fisher                      |             |
| Love and Monsters                             | Matt Sloan, Genevieve Camilleri, Matt Everitt e Brian Cox                     |             |
| The Midnight Sky                              | Matthew Kasmir, Christopher Lawrence, Max Solomon e David Watkins             |             |
| Mulan                                         | Sean Faden, Anders Langlands, Seth Maury e Steve Ingram                       |             |
| The One and Only Ivan                         | Nick Davis, Greg Fisher, Ben Jones e Santiago Colomo Martinez                 |             |
| 2022                                          |                                                                               |             |
| Dune                                          | Paul Lambert, Tristan Myles, Brian Connor e Gerd Nefzer                       |             |
| Free Guy                                      | Swen Gillberg, Bryan Grill, Nikos Kalaitzidis e Dan Sudick                    |             |
| No Time to Die                                | Charlie Noble, Joel Green, Jonathan Fawkner e Chris Corbould                  |             |
| Shang-Chi and the Legend of the Ten Rings     | Christopher Townsend, Joe Farrell, Sean Noel Walker e Dan Oliver              |             |
| Spider-Man: No Way Home                       | Kelly Port, Chris Waegner, Scott Edelstein e Dan Sudick                       |             |
| 2023                                          |                                                                               |             |
| Avatar: The Way of Water                      | Joe Letteri, Richard Baneham, Eric Saindon e Daniel Barrett                   |             |
| Im Westen nichts Neues                        | Frank Petzold, Viktor Müller, Markus Frank e Kamil Jafar                      |             |
| The Batman                                    | Dan Lemmon, Russell Earl, Anders Langlands e Dominic Tuohy                    |             |
| Black Panther: Wakanda Forever                | Geoffrey Baumann, Craig Hammack, R. Christopher White e Dan Sudick            |             |
| Top Gun: Maverick                             | Ryan Tudhope, Seth Hill, Bryan Litson e Scott R. Fisher                       |             |
| 2024                                          |                                                                               |             |
| Godzilla Minus One                            | Takashi Yamazaki, Kiyoko Shibuya, Masaki Takahashi e Tatsuji Nojima           |             |
| Guardians of the Galaxy Vol. 3                | Stephane Ceretti, Alexis Wajsbrot, Guy Williams e Theo Bialek                 |             |
| Napoleon                                      | Charley Henley, Luc-Ewen Martin Fenouillet, Simone Coco e Neil Corbould       |             |
| Mission: Impossible – Dead Reckoning Part One | Alex Wuttke, Simone Coco, Jeff Sutherland e Neil Corbould                     |             |
| The Creator                                   | Jay Cooper, Ian Comley, Andrew Roberts e Neil Corbould                        |             |
| 2025                                          |                                                                               |             |
| Dune: Part Two                                | Paul Lambert, Stephen James, Rhys Salcombe e Gerd Nefzer                      |             |
| Alien: Romulus                                | Eric Barba, Nelson Sepulveda-Fauser, Daniel Macarin e Shane Mahan             |             |
| Better Man                                    | Luke Millar, David Clayton, Keith Herft e Peter Stubbs                        |             |
| Kingdom of the Planet of the Apes             | Erik Winquist, Stephen Unterfranz, Paul Story e Rodney Burke                  |             |
| Wicked                                        | Pablo Helman, Jonathan Fawkner, David Shirk e Paul Corbould                   |             |